# 장예시
장예(장액, 중국어: 张掖, 병음: Zhāngyè)는 중화인민공화국 간쑤성에 있는 지급시이다.

## 역사
장예의 이름은 「나라의 팔과 겨드랑이를 뻗쳐, 서역까지 통하다」(张國臂掖，以通西域)에서 나온 말이다. 오랜 역사를 가지고 있고, 한나라 때는 곽거병이 흉노를 물리쳐, 이후 실크로드의 요충지가 된다. 물과 흙이 좋고, 산물도 풍부하기 때문에 「돈의 장예」라고 별명이 있다. 1986년 12월에 중화인민공화국 국무원의 공포로, 국가역사문화명성의 제2진 38 도시 중 하나가 되었다.
도시는 예전에 간저우(甘州)로 알려졌으며 시청 소재지인 간저우 구와 간쑤 성의 앞글자 '간'에서 계속 이 이름이 사용되고 있다.

## 지리
장예는 하서주랑의 중앙부에 있어, 동쪽은 우웨이시, 진창시, 서쪽은 주취안시 및 자위관시, 남쪽은 치롄산맥, 북쪽은 합려 및 용수산과 내몽골 자치구에 접한다. 시 구역 내에는 사막, 고비, 초원, 원시림 등 다양한 자연 경관이 있다.

## 기후
| 장예시의 기후                                                 | 장예시의 기후 | 장예시의 기후 | 장예시의 기후 | 장예시의 기후 | 장예시의 기후 | 장예시의 기후 | 장예시의 기후 | 장예시의 기후 | 장예시의 기후 | 장예시의 기후 | 장예시의 기후 | 장예시의 기후 | 장예시의 기후 |
| 월                                                            | 1월           | 2월           | 3월           | 4월           | 5월           | 6월           | 7월           | 8월           | 9월           | 10월          | 11월          | 12월          | 연간          |
| ------------------------------------------------------------- | ------------- | ------------- | ------------- | ------------- | ------------- | ------------- | ------------- | ------------- | ------------- | ------------- | ------------- | ------------- | ------------- |
| 역대 최고 기온 °C (°F)                                        | 18.4 (65.1)   | 24.2 (75.6)   | 26.2 (79.2)   | 33.3 (91.9)   | 34.7 (94.5)   | 36.7 (98.1)   | 40.3 (104.5)  | 38.6 (101.5)  | 34.5 (94.1)   | 30.3 (86.5)   | 23.7 (74.7)   | 19.6 (67.3)   | 40.3 (104.5)  |
| 일평균 최고 기온 °C (°F)                                      | −0.2 (31.6)   | 4.8 (40.6)    | 11.6 (52.9)   | 19.2 (66.6)   | 24.3 (75.7)   | 28.6 (83.5)   | 30.3 (86.5)   | 28.8 (83.8)   | 23.9 (75.0)   | 16.9 (62.4)   | 8.7 (47.7)    | 1.5 (34.7)    | 16.5 (61.8)   |
| 일일 평균 기온 °C (°F)                                        | −9.3 (15.3)   | −4.1 (24.6)   | 3.3 (37.9)    | 11.3 (52.3)   | 16.7 (62.1)   | 21.2 (70.2)   | 23.0 (73.4)   | 21.2 (70.2)   | 15.6 (60.1)   | 7.8 (46.0)    | −0.4 (31.3)   | −7.4 (18.7)   | 8.2 (46.8)    |
| 일평균 최저 기온 °C (°F)                                      | −16.1 (3.0)   | −11.2 (11.8)  | −3.7 (25.3)   | 3.6 (38.5)    | 9.0 (48.2)    | 13.7 (56.7)   | 16.0 (60.8)   | 14.5 (58.1)   | 9.2 (48.6)    | 1.0 (33.8)    | −6.5 (20.3)   | −13.7 (7.3)   | 1.3 (34.4)    |
| 역대 최저 기온 °C (°F)                                        | −28.1 (−18.6) | −27.5 (−17.5) | −18.8 (−1.8)  | −8.8 (16.2)   | −4.5 (23.9)   | 1.5 (34.7)    | 6.7 (44.1)    | 4.5 (40.1)    | −1.1 (30.0)   | −12.7 (9.1)   | −19.3 (−2.7)  | −28.2 (−18.8) | −28.2 (−18.8) |
| 평균 강수량 mm (인치)                                         | 2.1 (0.08)    | 1.3 (0.05)    | 3.2 (0.13)    | 5.6 (0.22)    | 14.6 (0.57)   | 20.3 (0.80)   | 29.8 (1.17)   | 25.3 (1.00)   | 20.6 (0.81)   | 5.3 (0.21)    | 1.8 (0.07)    | 1.9 (0.07)    | 131.8 (5.18)  |
| 평균 강수일수 (≥ 0.1 mm)                                      | 3.3           | 1.8           | 2.8           | 3.3           | 5.1           | 6.7           | 8.6           | 7.9           | 6.0           | 2.8           | 2.1           | 2.7           | 53.1          |
| 평균 강설일수                                                 | 4.7           | 3.1           | 3.2           | 1.5           | 0.2           | 0             | 0             | 0             | 0             | 1.0           | 2.9           | 4.3           | 20.9          |
| 평균 상대 습도 (%)                                            | 55            | 44            | 40            | 35            | 39            | 45            | 52            | 55            | 58            | 54            | 56            | 59            | 49            |
| 평균 월간 일조시간                                            | 218.8         | 218.7         | 254.8         | 270.1         | 297.8         | 292.5         | 290.1         | 276.8         | 256.4         | 265.4         | 237.5         | 222.1         | 3,101         |
| 가능 일조율                                                   | 72            | 71            | 68            | 67            | 67            | 66            | 65            | 66            | 70            | 78            | 80            | 76            | 71            |
| 출처: 중국기상국 (평년값: 1991년~2020년, 극값: 1971년~2010년) |               |               |               |               |               |               |               |               |               |               |               |               |               |

## 민족
장예의 총 인구는 126만 명이고 26만 명이 도시에 거주한다. 한족, 회족, 위구족, 티베트족 등 26의 민족이 산다.

## 경제
2002년 GDP는 75억 6,600만 위안으로 예년에 비해 거의 9% 성장하였다. 도시 주민의 평균 수입은 5,960위안으로 예년에 비해 10.4% 증가하였고 시골 주민의 평균 수입은 3,092위안으로 5% 증가하였다.

## 행정구역

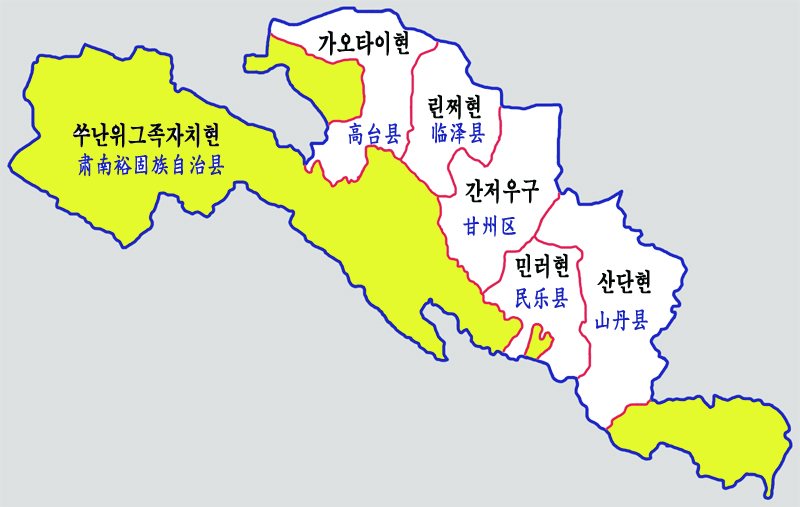
장예시 현급 행정구역도

1개의 시할구, 4개의 현, 1개의 자치현을 관할한다.
- 시할구
  - 간저우 구(甘州区)

- 현
  - 린쩌 현(临泽县)
  - 가오타이 현(高台县)
  - 산단 현(山丹县)
  - 민러 현(民乐县)

- 지치현
  - 쑤난 위구족 자치현(肃南裕固族自治县)

## 교통

### 도로
- 227번 국도
- 312번 국도

### 항공
- 장예 간저우 공항

### 철도
- 장예 역
- 장예 서역 (중국철로고속 이용가능)

## 같이 보기
- 하서주랑